# Ventosa (Santi Cosma e Damiano)
Ventosa is een plaats (frazione) in de Italiaanse gemeente Santi Cosma e Damiano.